# 诺基亚1112
诺基亚1112（Nokia 1112），是诺基亚销售的低階GSM移动电话，发布于2006年。

## 簡介
採用图标和大字体的簡單設計、容易使用的移动电话，主要是針對第一次使用移动电话的買家。採用GSM-900/1800 或 GSM-850/1900 的网络双频電話。採用96x68像素分辨率的白色背光照明带单色显示和综合免提扬声器。
手机內置簡單工具，例如有计算器、秒表及帶有和弦铃声。其他基本功能例如有短信及图片信息，它帶有鬧鐘及時鐘。内部存储空間有4MB，內建30多首和弦旋律音樂，能儲存200個聯絡人資料在電話內。
电池擁有超过5小时通话时间或待機15 天的續航力。

## 铃声
有38首铃声，供有33个内置铃声和5首自編的铃声。

### 简单
- 哔声后

### 声音效果
- 牛蛙
- 闲扯
- 杜鹃
- 怀旧
- 公鸡

### 音乐
- Elecredible
- 深情
- 寂静
- 蓝色的冰
- 大陆
- 盘
- 服从
- 火星
- 河游船
- 阴影
- 春田
- 罢工
- 通风的
- 大胆
- 椰子
- 精灵
- 昼伏夜出

### 預設
- 诺基亚会为你
- 滚上

### 提示音
- 警报2
- 警报3
- 时钟警报2
- 时钟警报3
- 消息2
- 消息3
- 消息4

### MIDI
- 诺基亚Pop

欧洲版本具有以下铃声：
- 哔声后

- 惊讶
- 牛蛙
- 闲扯
- 堵塞
- 叮当

- 来填补我
- 曙光
- 听听
- 细微的差别
- 北极
- 台电话
- 蓝色的冰
- 命运
- 间谍活动
- 永恒的
- 李斯特
- 火星
- 游泳
- 精神恍惚
- 通风的
- 大胆
- 椰子
- 精灵
- 昼伏夜出

- 诺基亚会为你
- 滚上

- 警报2
- 警报3
- 时钟警报2
- 时钟警报3
- 消息2
- 消息3
- 4消息

### Octavarium的铃声
- Octavarium1
- Octavarium2
- Octavarium3
- Octavarium4
- Octavarium5

两个版本也供有5个空隙铃声，可以透過短信或自編組成的。

## 参看
- 诺基亚产品的名单

## 連結
- 诺基亚1112官方产品页
- 诺基亚1112用户指南